# HAPPY Xmas SHOW
『HAPPY Xmas SHOW』（ハッピー・クリスマス・ショー）は、日本テレビ系列で年1回クリスマスの時期に放送されていた、パナソニック一社提供による音楽総監督特別番組の名称。2003年から2008年まで放送された。

## 概要
クリスマスの時期に年1回放送されていた音楽特別番組で、国内・海外の有名アーティストによる、この番組だけの特別なパフォーマンスやコラボレーションなどを放送する。初回より、Panasonic一社提供のパナソニックスペシャルとして放送。
2003年と2004年ではポピュラー音楽のアーティストをスタジオに招き、司会の明石家さんまとトークを繰り広げた。2005年と2006年は、今までの内容にドラマを織り交ぜた構成となる。2007年は汐留・日本テレビからの生放送で進行し、番組内ではパナソニックの長編CM3部作「ココロつなぐ物語」が放送された。
毎年クリスマスシーズンを彩ってきた本番組ではあったが、2008年の平均視聴率は7.1%（関東地区、ビデオリサーチ調べ）であった。結局、この年を最後に終了となった。代わって2009年は11月30日に『ザ・プラチナチケット 〜君のために歌いたい〜』が放送され、これを最後に日本テレビでのパナソニック提供の音楽特番は撤退となった。

## 放送日・司会者
| 回数 | 放送日         | サブタイトル                                    | 司会者                                                                             |
| ---- | -------------- | ----------------------------------------------- | ---------------------------------------------------------------------------------- |
| 1    | 2003年12月23日 | 明石家さんまが贈る…今宵限り!!音楽の天使が集う夜 | 明石家さんま                                                                       |
| 2    | 2004年12月25日 | 今夜限りの音楽ワンダーランド!!2004              | 明石家さんま 柴田倫世（日本テレビアナウンサー） 鈴江奈々（日本テレビアナウンサー） |
| 3    | 2005年12月24日 | 聖夜にあの名曲が夢の共演で蘇る!                 | 松任谷正隆                                                                         |
| 4    | 2006年12月24日 | 聖夜にあの名曲が夢の共演で蘇る!                 | なし                                                                               |
| 5    | 2007年12月23日 | 音楽とクリスマスが出会う夜                      | 藤原紀香 谷原章介                                                                  |
| 6    | 2008年12月23日 | あなたのリクエストとつながる音楽番組            | 藤原紀香 谷原章介                                                                  |

※2006年は司会者が配置されなかった。

## ナレーション
- クリス・ペプラー
- 秀島史香

## テーマ音楽担当
- 山下達郎（2003年 - ）
  - 「White Christmas」のアレンジバージョンをオープニングテーマに提供。また、2004年にはエンディングテーマに「Jingle Bell Rock」を提供。
- 竹内まりや（2006年）
  - 新曲「クリスマスは一緒に」（アルバム『Denim』に収録）をエンディングテーマに提供。

## 内容・ゲストのパフォーマンス

### 2003年
- モーニング娘。が“モープリームス”としてシュープリームス、ロネッツなど、60年代のガールズグループの代表曲やクリスマスソングと自身のオリジナル曲のメドレーを歌唱。エド・サリヴァンならぬオーエド・サリヴァンが登場し、エド・サリヴァン・ショーを模した構成。

### 2004年
- 松下電器産業の薄型テレビのCMで使用されたエンヤの新曲「菫草」が、小雪が出演するイメージ映像と共にロングバージョンで公開された。
- 浜崎あゆみは毎年、街頭でのシークレットライブで出演している。2004年にはさんまから来年一緒に司会をすることを要請され快諾したが2005年はさんまが降板してしまい、浜崎も司会は担当しなかった。
- ハロー!プロジェクトのメンバーが昭和歌謡曲などを集めたスペシャルメドレーを披露。

### 2005年
- 小雪主演のクリスマスをテーマにしたドラマを中心とした構成。その間に、コブクロと佐藤竹善（SING LIKE TALKING）が共演して山下達郎の「クリスマス・イブ」を披露。鈴木雅之とゴスペラーズは、としまえんのメリーゴーランド「エルドラド」の前で大瀧詠一の「夢で逢えたら」を披露。また杏子、山崎まさよし、スガシカオによるスペシャルユニット「福耳」が再結成されたり松任谷正隆とCharが30年ぶりにセッションを行ったりするなど、数々の楽曲をこの番組ならではのスペシャルバーションで披露。エンディングには登場アーティストによるジョン・レノンの「HAPPY XMAS（WAR IS OVER）」の大合唱もあった。辛島美登里はトリノから「サイレント・イヴ」を熱唱した。

### 2006年
- 前年に引き続き、小雪主演のドラマを中心として音楽を放送する構成。ただし司会者は置かれなかった。ジャネット・ジャクソン、寺尾聰、サラ・ブライトマン、Mr.Children、福耳（杏子、スキマスイッチ、元ちとせ）などが出演。また井上陽水と奥田民生のユニット「井上陽水奥田民生」によるパフォーマンス（同月にこのコンビとして9年ぶりのシングルを発売）やCharと鮎川誠による演奏、鈴木雅之が松浦亜弥、Skoop On Somebodyと「Liberty」「HAPPY XMAS（WAR IS OVER）」を披露。また、竹内まりやがテーマソングとして新曲「クリスマスは一緒に」を提供した。

### 2007年
- 2007年は汐留・日本テレビからの生放送で進行。番組スポンサーであるパナソニックの商品・VIERAのCMソングに起用されたケルティック・ウーマンほか、桑田佳祐やMr.Childrenらが特別パフォーマンスを披露した。また、この日放送されたパナソニックの長編CM「ココロつなぐ物語」に藤原が感動し、CM明けに号泣している姿がアップで映し出されるという生放送ならではのハプニングもあった。

### 2008年
- 出演者は下記の通り。
  - CHEMISTRY「クリスマス・イブ」
  - 浜崎あゆみ「evolution」「Days」
  - Mr.Children「GIFT」「エソラ」「ひびき」
  - コブクロ「赤い糸」「時の足音」
  - 絢香「きよしこの夜」「今夜も星に抱かれて…」
  - 広瀬香美「DEAR...again」
  - サラ・ブライトマン「HAPPY CHRISTMAS (WAR IS OVER)」「SYMPHONY」
  - 徳永英明「レイニー ブルー」「雪の華」
  - エンヤ「Orinico Flow」「TRAINS AND WINTER RAINS」